# Претензия
Претензия, Притязание (Anspruch):
- предъявление своих прав на что-либо, кого-либо, требование чего-либо;
- в юриспруденции, заявление кредитора, покупателя, заказчика, выражающее протест должнику, поставщику, подрядчику по поводу нарушения условий соглашения, договора, письменное требование, адресованное должнику, об устранении нарушений исполнения обязательства.
- в психологии, стремление произвести впечатление; приписывание себе каких-либо свойств, качеств, достоинств, и желание, чтобы эти свойства были признаны другими.

## Предъявление
Претензия у кого-либо (государства, общества, человека и т. д.) — это предъявление своих прав на что-либо, кого-либо; требование чего-либо, например: Территориальные претензии в Арктике, Территориальные претензии в Антарктике, Территориальные претензии СССР к Турции и т. д.

## Юриспруденция
В юриспруденции «претензия» как документ предусматривается на досудебном этапе урегулирования правового спора. В претензии указываются суть требований кредитора, их причины, срок их удовлетворения и предупреждение о возможном обращении в суд в случае неисполнения требований.
До подачи искового заявления в суд обязательный претензионный порядок урегулирования споров предусмотрен в случае неисполнения или ненадлежащего исполнения оператором связи обязательств, вытекающих из договора об оказании услуг связи, а также в связи с перевозкой пассажира, багажа, груза или в связи с буксировкой буксируемого объекта внутренним водным транспортом. Несоблюдение данного правила является основанием для возвращения искового заявления со ссылкой на пункт 1 части 1 статьи 135 ГПК России.

## Психология
В психологии «претензия» — это стремление человека произвести впечатление на другого человека или общество, то есть приписывание себе каких-либо свойств, качеств, достоинств, и желание, чтобы эти свойства были признаны другими людьми, человеком или обществом.